# لئو فوتسال
لئو فوتسال (انگلیسی: Leo Futsal) یک باشگاه فوتسال حرفه‌ای در ارمنستان می‌باشد که در لیگ برتر فوتسال ارمنستان حضور دارد. این باشگاه در شهر ایروان مستقر می‌باشد و در سال ۲۰۱۶ بنیانگذاری شده‌است. این باشگاه بازی‌های خانگی خود را در ورزشگاه میکا برگزار می‌کند. 